# Tähtisaari (ö i S:t Michel)
Tähtisaari är en ö i Finland. Den ligger i sjön Puula och i kommunen Kangasniemi i den ekonomiska regionen  S:t Michel och landskapet Södra Savolax, i den södra delen av landet, 210 km nordost om huvudstaden Helsingfors. Öns area är 10,8 hektar och dess största längd är 0,6 kilometer i nord-sydlig riktning.